# Quex
Quex là một công cụ phát sinh phân tích từ vựng dùng trong ngôn ngữ lập trình C và C++. Các tính năng nổi trội bao gồm khả năng phát sinh các phân tích từ vừng hỗ trợ đầu ra mã Unicode, tạo mã trực tiếp (loại không cần bảng) phân tích từ vựng và dùng các quan hệ kế thừa trong chế độ phân tích từ vựng.

## Ví dụ
Quex theo sau cú pháp của công cụ lex cổ điển và Flex cho mô tả của biểu thức chính quy. Ví dụ trong phần Flex có thể dịch sang mã nguồn Quex như sau:
```
header
 
{

  
#include
 
<cstdlib>
 // Phiên bản C++ của 'stdlib.h'

}

define
 
{

  
digit
 
[
0-9
]

  
letter
  
[
a
-
zA
-
Z
]

}

mode
 
X
:

<
skip
:
 
[
 
\
t
\
n
\
r
]
>
 

{

  
"+"
   
=>
 
QUEX_TKN_PLUS
;
  

  
"-"
   
=>
 
QUEX_TKN_MINUS
;
 

  
"*"
   
=>
 
QUEX_TKN_TIMES
;
 

  
"/"
   
=>
 
QUEX_TKN_SLASH
;
 

  
"("
   
=>
 
QUEX_TKN_LPAREN
;
 

  
")"
   
=>
 
QUEX_TKN_RPAREN
;
 

  
";"
   
=>
 
QUEX_TKN_SEMICOLON
;
 

  
","
   
=>
 
QUEX_TKN_COMMA
;
 

  
"."
   
=>
 
QUEX_TKN_PERIOD
;
 

  
":="
   
=>
 
QUEX_TKN_BECOMES
;
  

  
"="
   
=>
 
QUEX_TKN_EQL
;
  

  
"<>"
   
=>
 
QUEX_TKN_NEQ
;
  

  
"<"
   
=>
 
QUEX_TKN_LSS
;
  

  
">"
   
=>
 
QUEX_TKN_GTR
;
  

  
"<="
   
=>
 
QUEX_TKN_LEQ
;
  

  
">="
   
=>
 
QUEX_TKN_GEQ
;
  

  
"begin"
   
=>
 
QUEX_TKN_BEGINSYM
;
  

  
"call"
 
=>
 
QUEX_TKN_CALLSYM
;
  

  
"const"
   
=>
 
QUEX_TKN_CONSTSYM
;
  

  
"do"
   
=>
 
QUEX_TKN_DOSYM
;
 

  
"end"
 
=>
 
QUEX_TKN_ENDSYM
;
 

  
"if"
   
=>
 
QUEX_TKN_IFSYM
;
 

  
"odd"
 
=>
 
QUEX_TKN_ODDSYM
;
 

  
"procedure"
   
=>
 
QUEX_TKN_PROCSYM
;
  

  
"then"
 
=>
 
QUEX_TKN_THENSYM
;
  

  
"var"
 
=>
 
QUEX_TKN_VARSYM
;
 

  
"while"
   
=>
 
QUEX_TKN_WHILESYM
;

  
{
letter
}({
letter
}
|
{
digit
})
*
 
=>
 
QUEX_TKN_IDENT
(
strdup
(
Lexeme
));

  
{
digit
}
+
 
=>
 
QUEX_TKN_NUMBER
(
atoi
(
Lexeme
));

.
   
=>
 
QUEX_TKN_UNKNOWN
(
Lexeme
);

}

```